# おじょか古墳
おじょか古墳（おじょかこふん、王女丘古墳/志島11号墳）は、三重県志摩市阿児町志島にある古墳。志島古墳群を構成する古墳の1つ。三重県指定史跡に指定され、埴製枕は三重県指定有形文化財に指定されている。

## 概要
三重県東部、志摩半島先端部の安乗崎・大王崎の間、緩やかに東に突出する海食台地の尾根最高所（標高約25メートル）に築造された古墳である。1961年（昭和36年）に発掘され、1967年（昭和42年）に発掘調査が実施されている。
墳丘周囲は宅地開発で削平されており、元の墳形は明らかでない。墳丘外表では埴輪・須恵器が検出されている。埋葬施設は横穴式石室で、西南西方向に開口する。羽子板形玄室・ハ字形前庭部・石障を特徴とする初期的形態の横穴式石室であり、北部九州の石室に類似するとして注目される。石室内からは、埴製枕や玉類のほか銅鏡・鉄刀・鉄剣・鉄槍・鉄鉾・鉄鏃・短甲・鉄斧・鉄鎌・刀子など多数の金属製品が出土しており、それら副葬品の様相からは近畿中央部・九州地方・朝鮮半島との多様な交流が示唆される。
築造時期は、古墳時代中期の5世紀中葉（または5世紀後半、ON46（TK208古段階）-TK208型式期）頃と推定される。一帯は紀伊半島から伊勢湾西岸・三河以東に進むうえでの交通上要衝であり、広域の海上交通を掌握した被葬者像が想定される。志摩地域では最古級の古墳として突如現れる様相を示すが、その後は一度途絶え、6世紀末から再び志島古墳群・畔名古墳群が築造される。北方には志摩国分寺が所在し、志摩国府の所在も推定されることから、のちの志摩国の成立への端緒として評価しうる点で重要視される古墳になる。
古墳域は1969年（昭和44年）に三重県指定史跡に指定され、埴製枕は1995年（平成7年）に三重県指定有形文化財に指定されている。

## 遺跡歴
- 戦時中、墳頂部に防空用見張台・半鐘台の設置[6]。
- 1957年（昭和32年）頃から、周囲の宅地造成で石室外面の露出開始[4]。
- 1960年（昭和35年）、伊勢湾台風で石室露出[4]。
- 1961年（昭和36年）、石室奥壁の一部取り外し。埴製枕・直刀・鉄鏃などの出土[6][4]。
- 1967年（昭和42年）、発掘調査。副葬品出土（阿児町教育委員会、1968年に概報刊行）[2]。
- 1969年（昭和44年）3月28日、三重県指定史跡に指定[5]。
- 石室実測調査（関西大学文学部考古学研究室、1992年に報告）。
- 1995年（平成7年）3月13日、埴製枕が三重県指定有形文化財に指定[5]。
- 2010-2012年度（平成22-24年度）、出土金属製品の保存処理（志摩市教育委員会、2016年に報告書刊行）[4]。

## 埋葬施設

石室俯瞰図

石室展開図

埋葬施設としては横穴式石室が構築されており、西南西方向に開口する。石室の規模は次の通り。
- 石室全長：6メートル
- 玄室：長さ2.9メートル、幅2.15メートル（奥壁）・1.7メートル（玄門）、高さ1.4メートル
- 前庭部（羨道）：幅1.1メートル（玄門）・1.95メートル（入り口）

石室の石材は緑色千枚岩で、板石積みによって構築される。玄室の平面形は奥に向かって広がる台形（羽子板形）で、前庭部（羨道）は入り口に向かってハ字形に開く。玄室の壁際には板石を石障として置く。また玄室の床面には小円礫を敷き、その下の粘質土上面では朱が検出されている。前庭部（羨道）に天井石はない。
石室の構造には九州地方との関係が認められており、これまでに釜塚古墳（福岡県）、ヤンボシ塚古墳（熊本県）、目達原大塚古墳・関行丸古墳（佐賀県）などとの類似が指摘される。

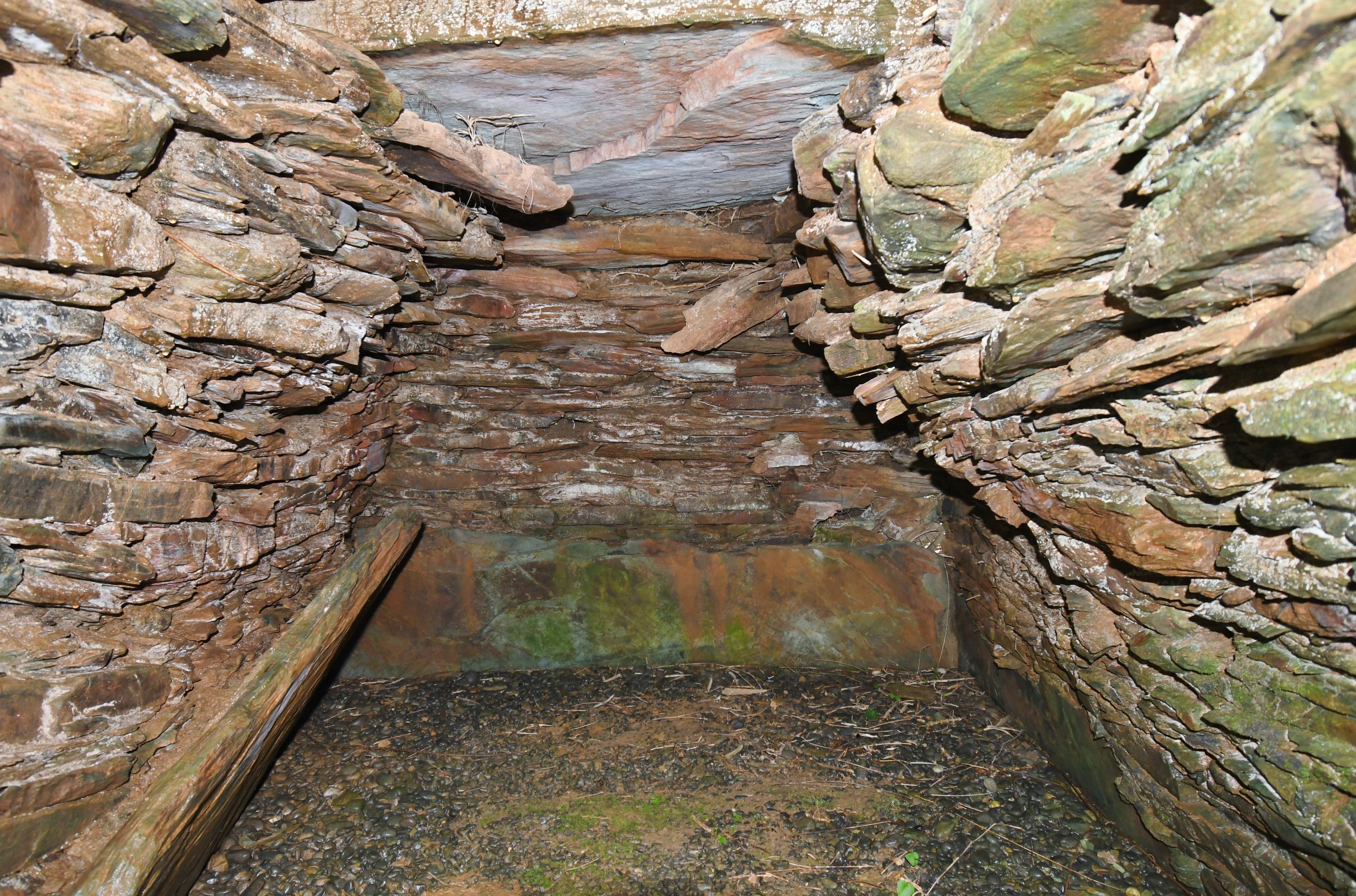
玄室（奥壁方向）
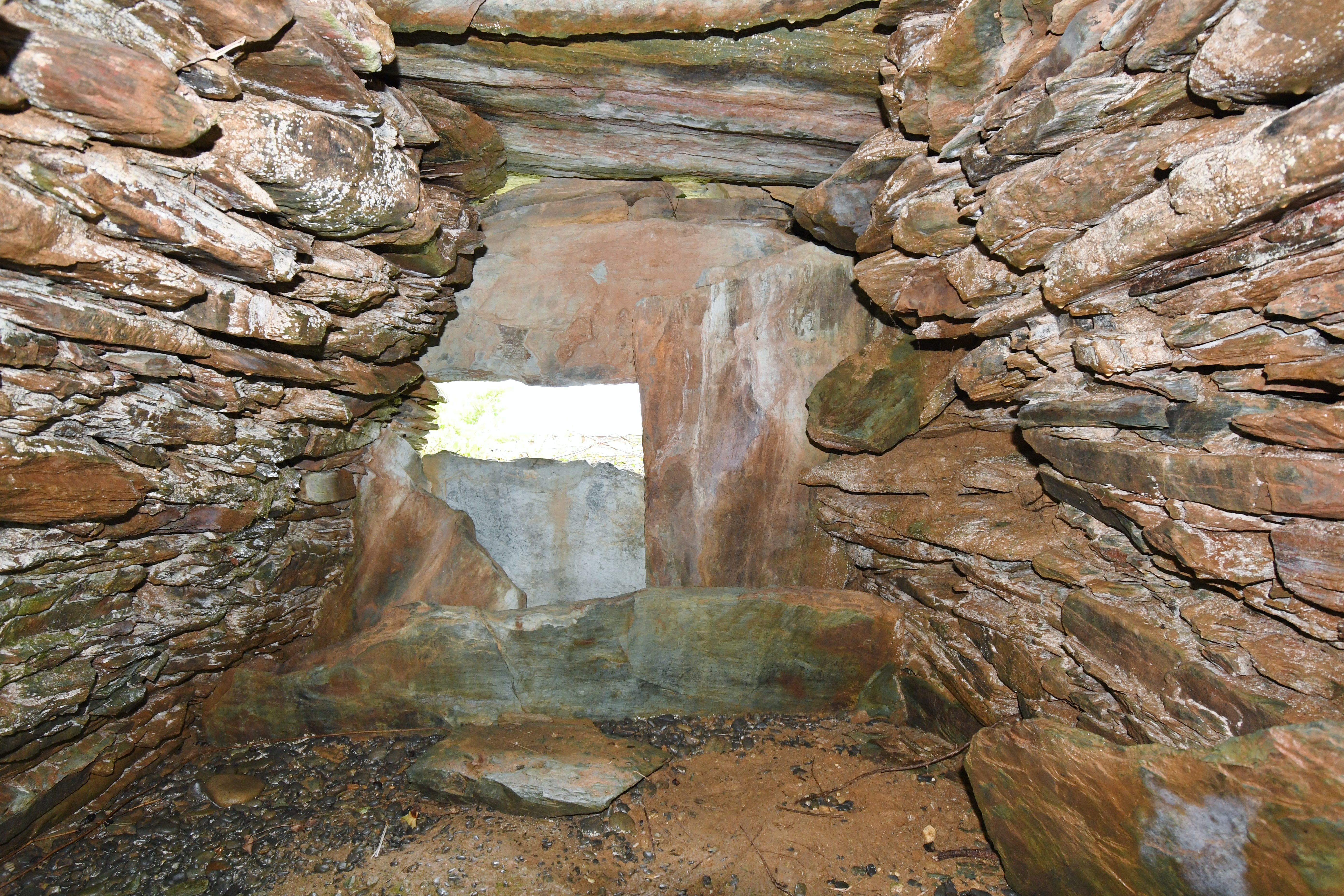
玄室（開口部方向）
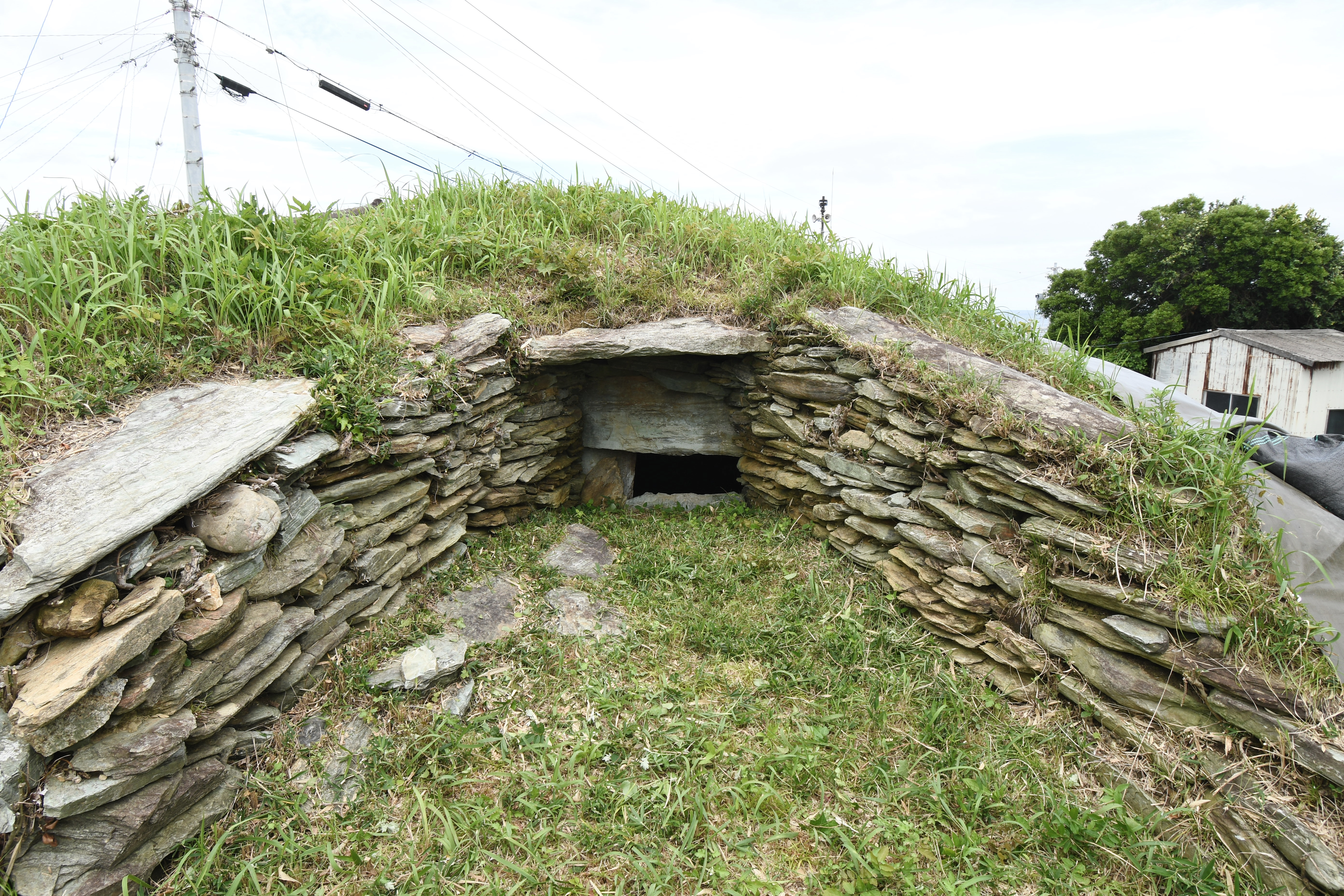
前庭部
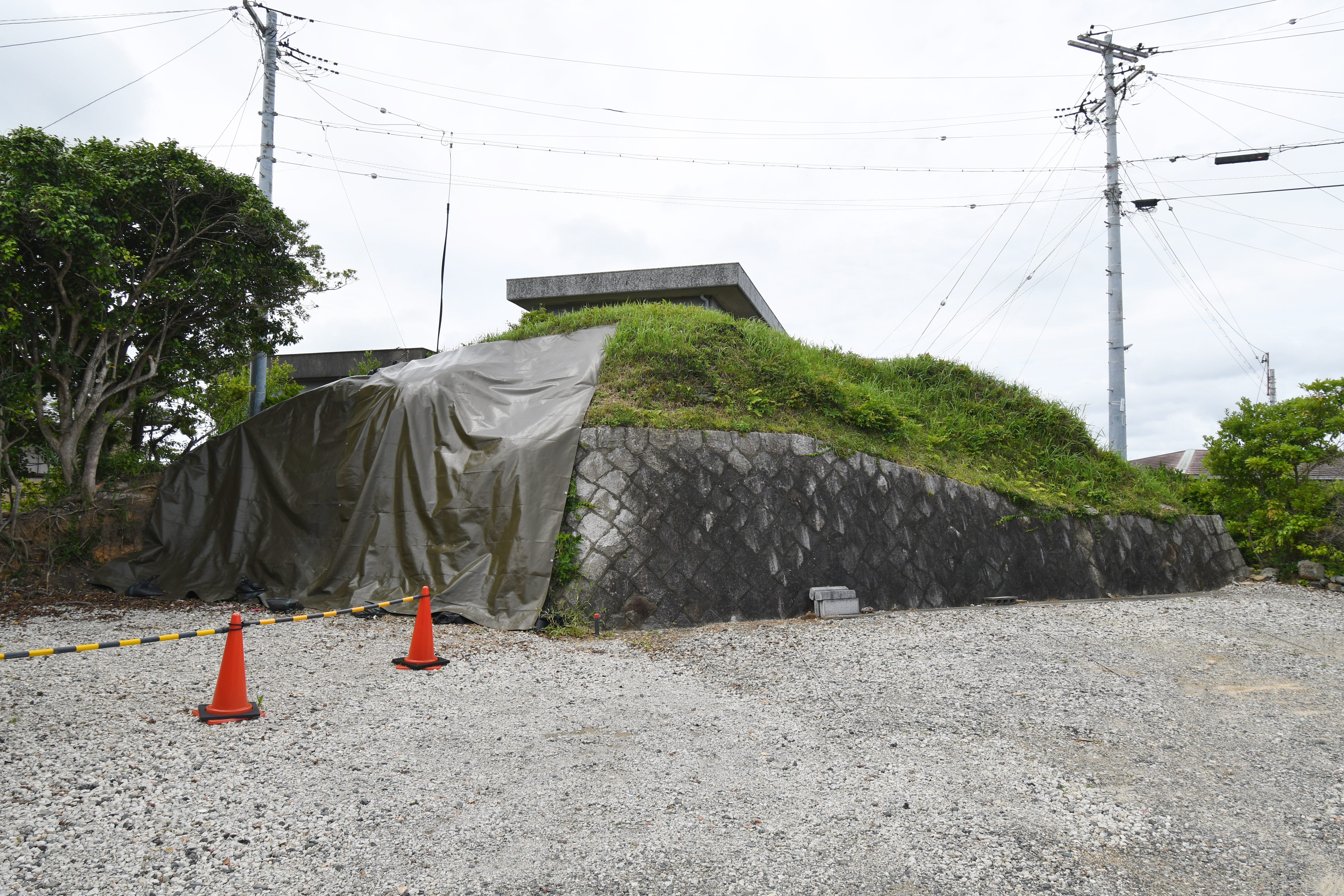
墳丘

## 出土品

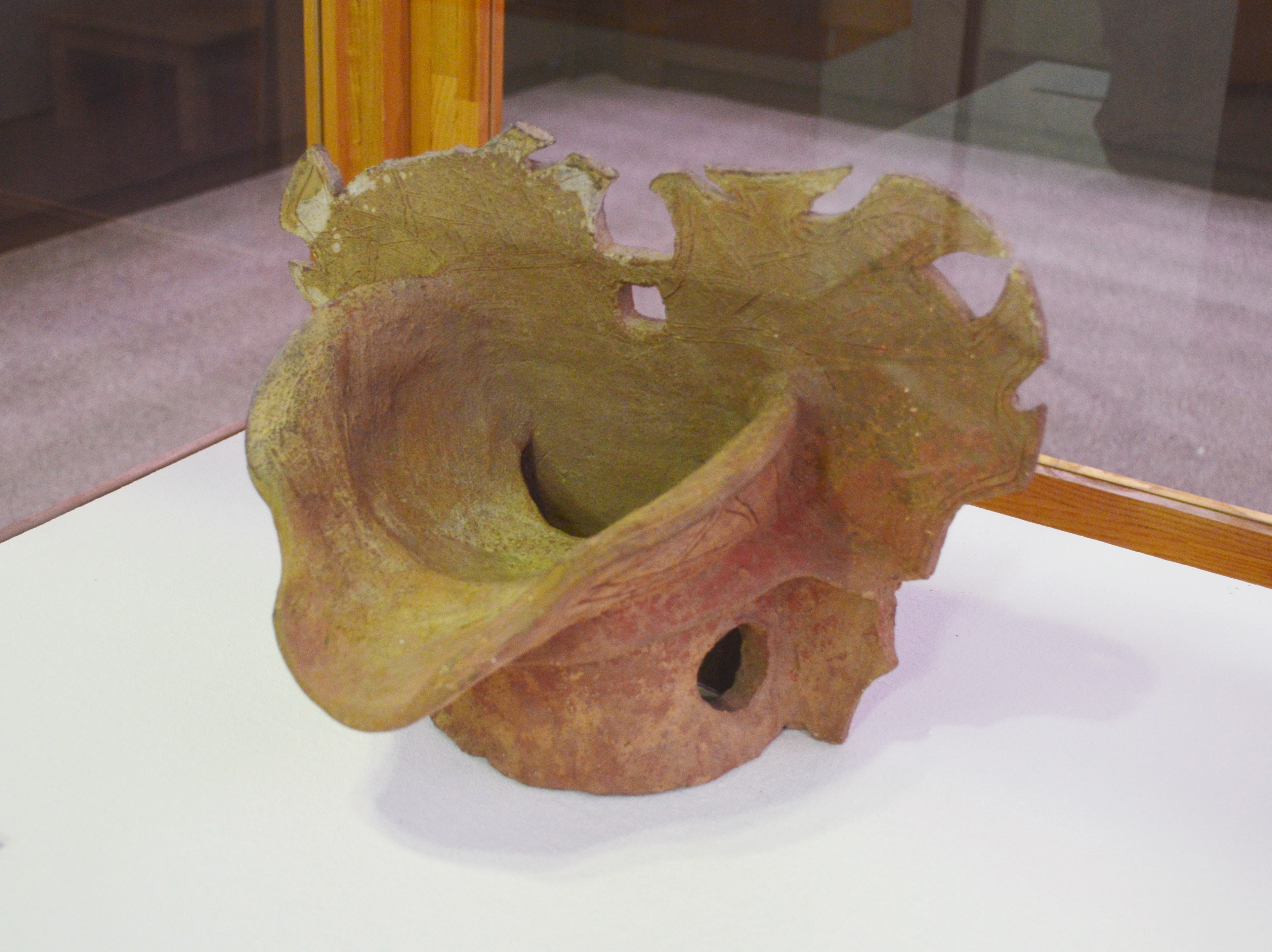
埴製枕（三重県指定文化財）
志摩市歴史民俗資料館展示（他画像も同様）。

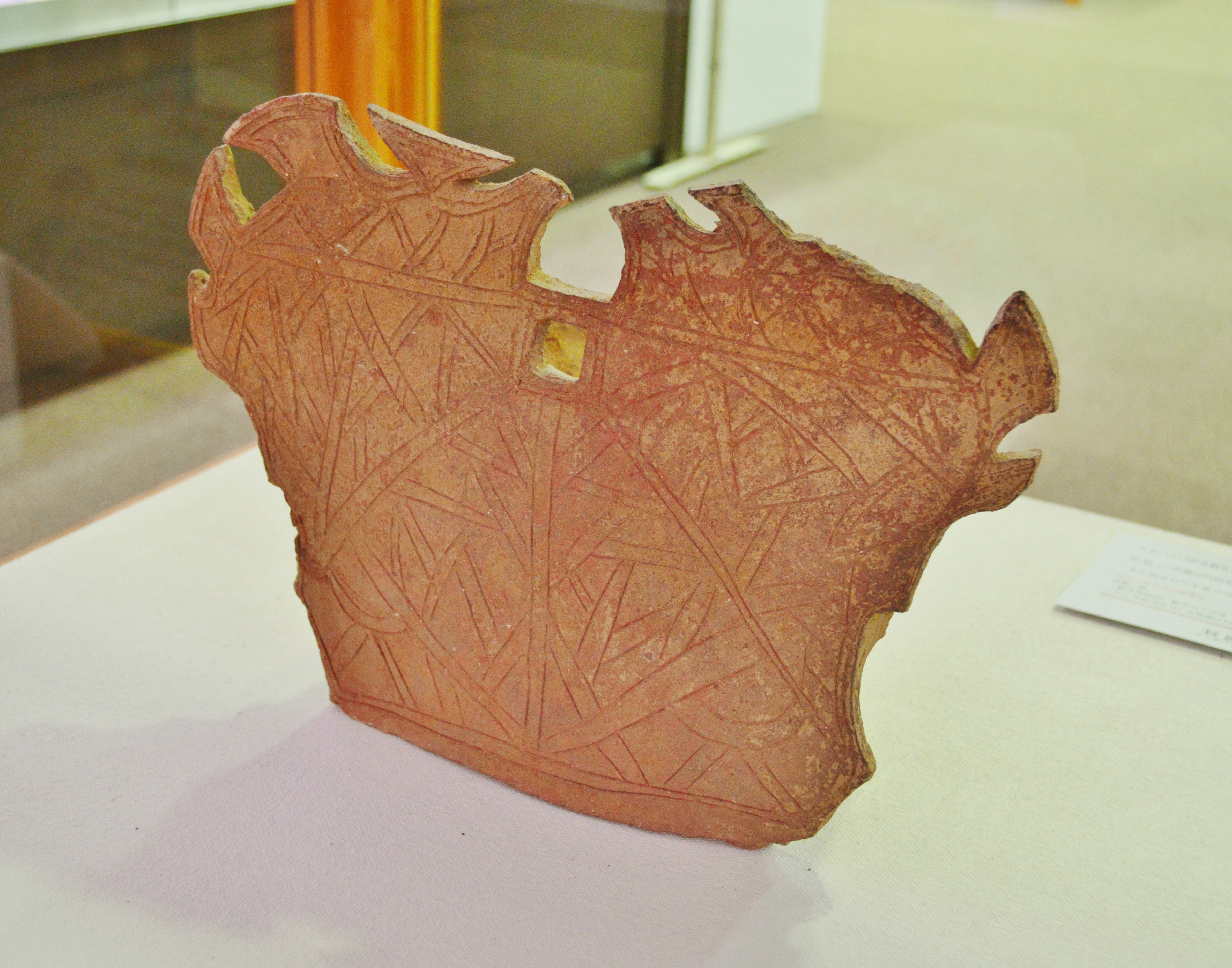
埴製枕 背面

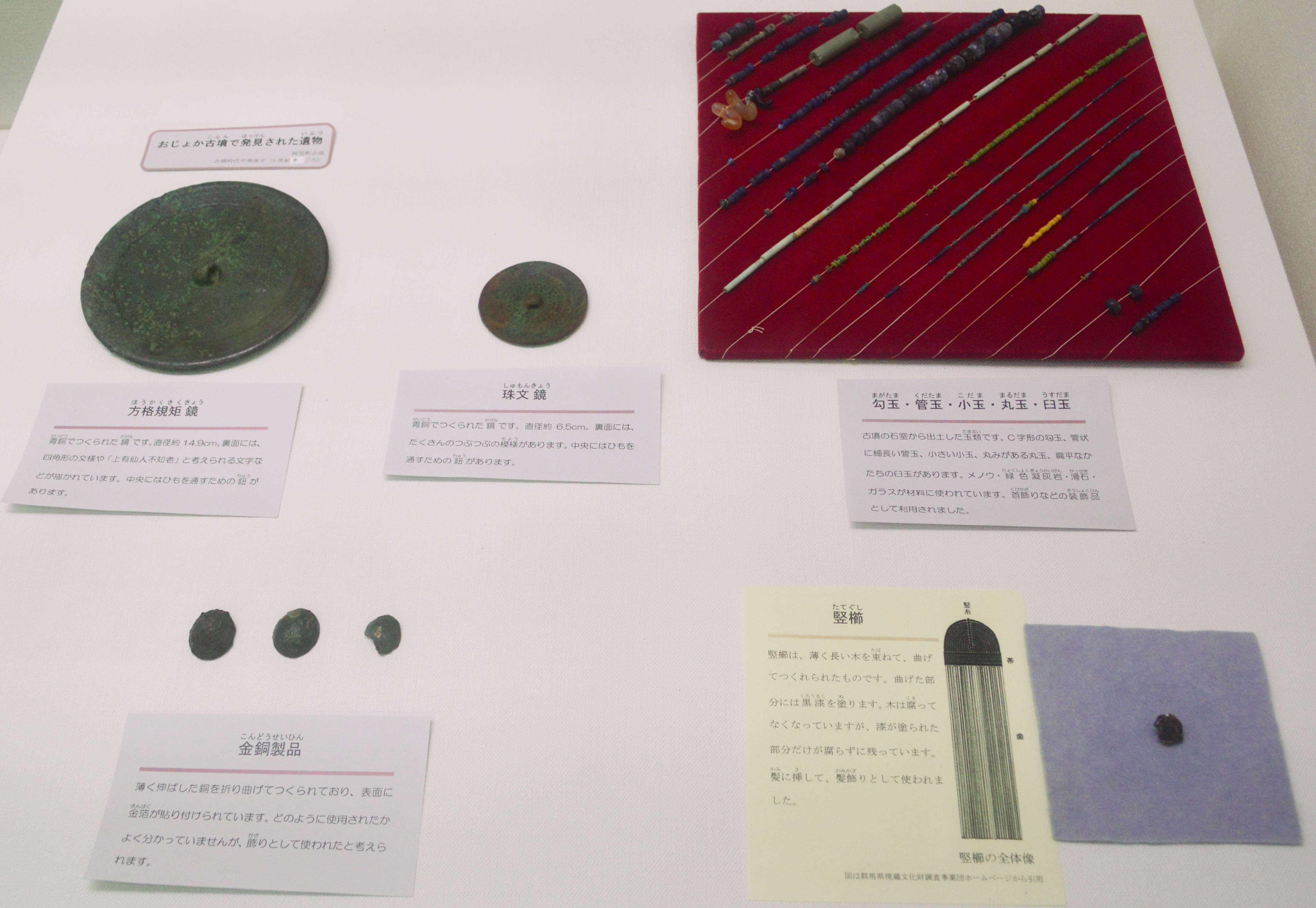
装身具類
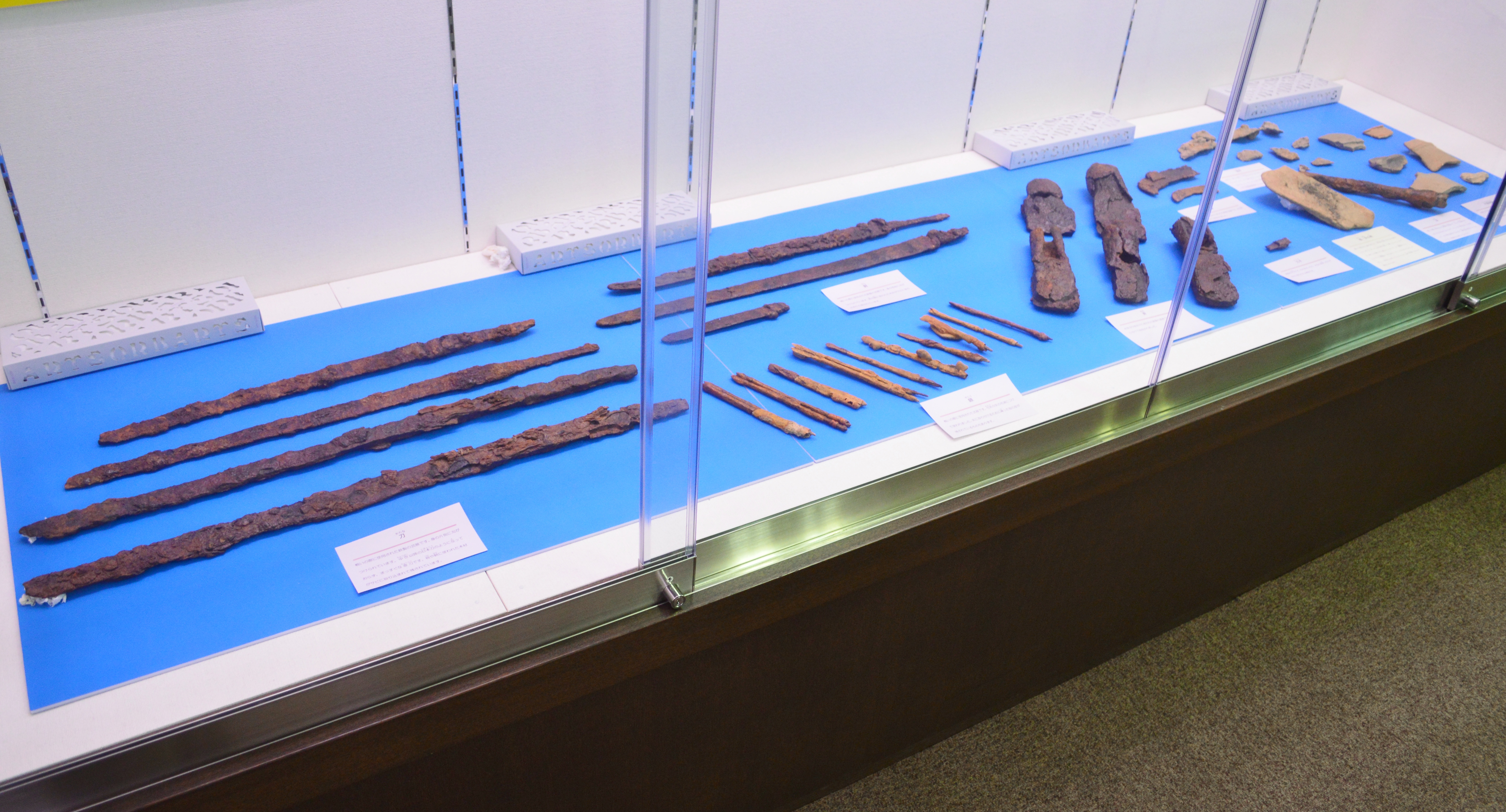
鉄製品類

石室内からは、1961年（昭和36年）の発掘の際に埴製枕・直刀・鉄鏃などが、1967年（昭和42年）の発掘調査の際に多数の副葬品が出土している。1967年（昭和42年）調査で出土した金属製品は次の通り。
|              |              | 出土位置     | 1968年報告 | 1992年報告  | 2016年報告 |
| ------------ | ------------ | ------------ | ---------- | ----------- | ---------- |
| 鏡           | 方格T字鏡    | 玄室奥壁中央 | 1          | 1           | 1          |
| 鏡           | 珠文鏡       | 玄室入口北側 | 1          | 1           | 1          |
| 半球形飾金具 | 半球形飾金具 | 玄室奥壁南側 | 3          | 3           | 3          |
| 刀           | 刀           | 玄室奥壁中央 | 3          | 13 個人蔵2  | 14         |
| 刀           | 刀           | 玄室側壁南側 | 3          | 13 個人蔵2  | 14         |
| 刀           | 刀           | 羨道中央     | 2          | 13 個人蔵2  | 14         |
| 刀           | 刀           | 天井石直上   | 4          | 13 個人蔵2  | 14         |
| 剣           | 剣           | 玄室奥壁中央 | 1          | 2           | 3          |
| 剣           | 剣           | 羨道中央     | 1          | 2           | 3          |
| 剣           | 剣           | 羨道奥       | 1          | 2           | 3          |
| 剣           | 剣           | 天井石直上   | 1          | 2           | 3          |
| 槍           | 槍           | 天井石直上   | 2          | 2           | 2          |
| 鉾           | 鉾           | 玄室入口北側 | 1          | 1           | 1          |
| 鏃           | 鏃           | 玄室側壁南側 | 多数       | 34 個人蔵2  | 56         |
| 短甲         | 短甲         | 天井石直上   | 1          | 0 個人蔵7片 | 9片        |
| 斧           | 斧           | 玄室入口南側 | 2          | 5           | 5          |
| 斧           | 斧           | 玄室入口北側 | 3          | 5           | 5          |
| 鎌           | 鎌           | 玄室奥壁北側 | 2          | 2           | 2          |
| 刀子         | 刀子         | 天井石直上   | 1          | 1           | 1          |
| 不明鉄製品   | 不明鉄製品   |              |            | 1           | 1          |
| 鉤状鉄製品   | 鉤状鉄製品   |              |            | 2           | 5          |

埴製枕は、おじょか古墳で最も特徴的な出土遺物になる。被葬者の頭を乗せる土製の枕で、高さ約28.5センチメートル・幅約32.6センチメートルを測る。円筒形脚台部（円筒埴輪形状）の上に頭を乗せる座部を乗せ、その背後に直弧文・鰭飾りを施した衝立部を付し、表面に赤色顔料を塗る。古墳出土の埴製枕は、おじょか古墳のほか燈籠山古墳・五条猫塚古墳（奈良県）・産土山古墳（京都府）で知られるのみであるが、いずれも形態は異なり、おじょか古墳例はそれらと比較しても装飾性が豊かである。
方格T字鏡は、方格規矩鏡のT・L・Vの文様のうちL・Vの文様が欠落したもので、九州地方に分布の中心があり、伝蓮ヶ池横穴群（宮崎県）の吾作銘帯方格T字八鳳鏡と同一意匠の可能性が高いとされる。鉾は錫装鉾で、類例はマロ塚古墳（熊本県）でのみ知られるが形態は大きく異なっており、大加耶・百済系の銀装鉾と類似する。
- 装身具類
- 鉄製品類

## 文化財

### 三重県指定文化財
- 有形文化財
  - 埴製枕（考古資料） - 志摩市歴史民俗資料館保管。1995年（平成7年）3月13日指定[8][5]。
- 史跡
  - おじょか古墳 - 1969年（昭和44年）3月28日指定[9][5]。

## 関連施設
- 志摩市歴史民俗資料館（志摩市磯部町迫間） - おじょか古墳の出土品を保管・展示。

## 関連文献
（記事執筆に使用していない関連文献）
- 伊藤保「王女丘古墳とその出土品について」『郷土志摩』第34号、志摩郷土会、1966年。
- 『志摩・おじょか古墳発掘調査概要 -三重県志摩郡阿児町大字志島-』阿児町教育委員会、1968年。
- 関西大学文学部考古学研究室 編「阿児町志島古墳群の調査」『紀伊半島の文化史的研究』 考古学編、清文堂出版〈関西大学文学部考古学研究第6冊〉、1992年。
- 『志摩国の古墳』皇學館大学考古学研究会、2002年。
- 豊田祥三「伊勢における円筒埴輪の生産と展開」『研究紀要』第10号、三重県埋蔵文化財センター、2001年。